# Beniamin I z Jerozolimy
Beniamin I z Jerozolimy – szósty biskup Jerozolimy; sprawował urząd do 117 r.